# Giftmordet i Glommersträsk
Giftmordet i Glommersträsk var en händelse som inträffade den 16 november 1824 då Petrus (Per) Larsson Vikberg (1797-1824) hittades död i sin säng. Händelsen föranledde en utdragen rättsprocess mot de två misstänkta kvinnorna Martha (Märtha) Larsdotter (1763-1834) och hennes dotter Anna Stina Olofsdotter (1801-1827).

## Förlopp
Händelsen inleddes med att Petrus (Per) Larsson Vikberg (1797-1824) hittades död i sin säng den 16 november 1824.
Efter händelsen följde en ryktesspridning i byn om att dödsfallet inte skett naturligt, vilket gjorde att häradshövdingen Carl Fredrik Furtenbach beordrade att kroppen skulle grävas upp och obduceras för att undersöka om den döde blivit förgiftad. På sommaren 1825, ett halvår senare, grävdes kvarlevorna upp och man kunde då fastställa att den dödes inälvor innehöll arsenik och svavelsyra. 
I oktober 1825 samlade man in vittnesmål från invånare i Glommersträsk och två personer blev därefter misstänkta för mordet. Den ena var den dödes svägerska, Anna Stina Olofsdotter, som tillsammans med sin make Johannes Larsson Vikberg bodde på samma gård som den döde. Den andra misstänkta var Anna Stinas mor, Martha Larsdotter. Motivet till mordet skulle ha varit att undanröja den äldre brodern Petrus, så att gården skulle tillfalla enbart den yngre brodern Johannes, Anna Stinas make. De båda kvinnorna nekade initialt till brott.

### Rättsprocess

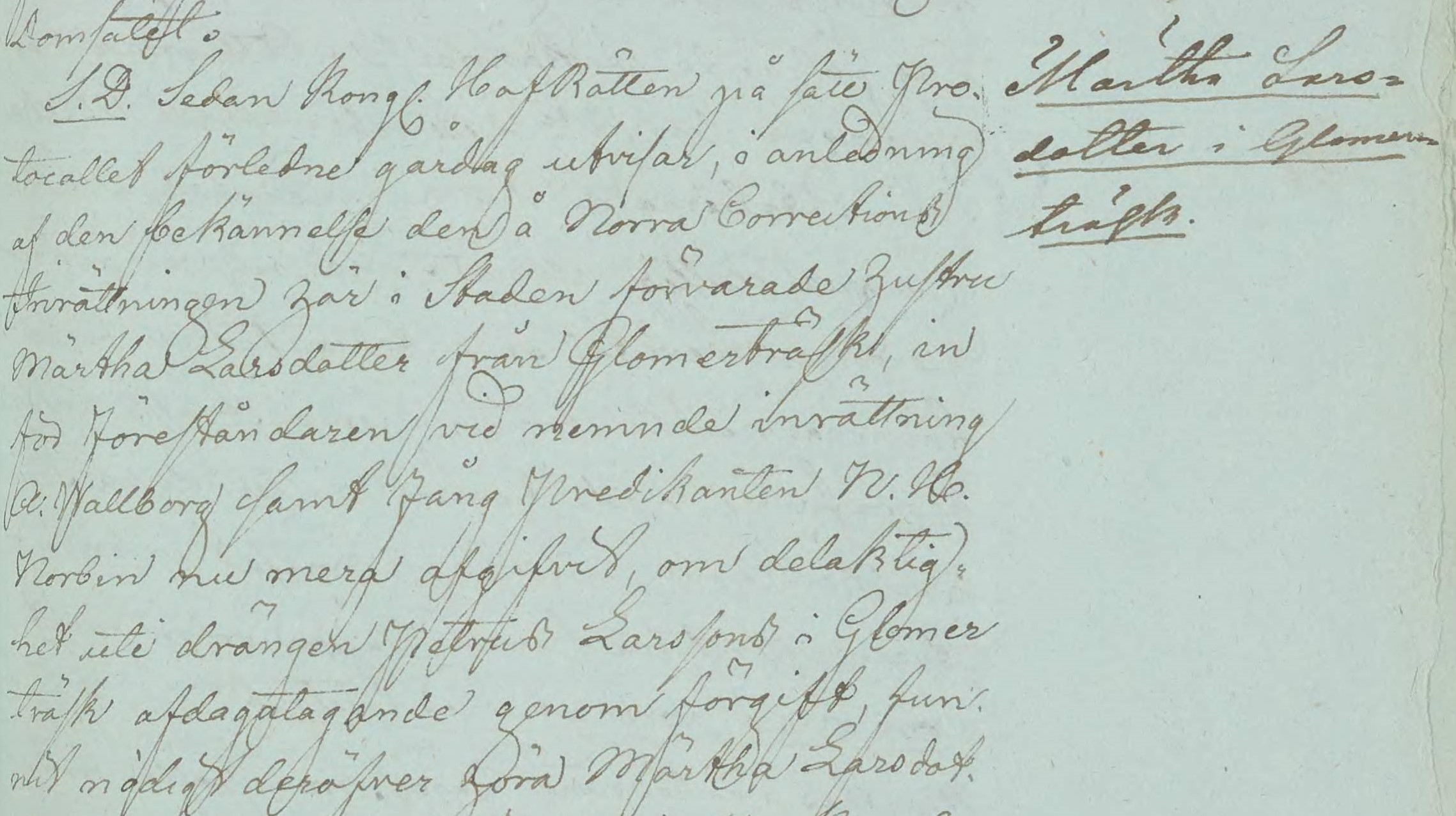
Martha (Märtha) Larsdotter omnämns i domstolsprotokoll från Svea Hovrätt 1827

Rättsprocessen finns dokumenterad i historiska arkivhandlingar från flera olika instanser. I häradsrätten för Arvidsjaurs lappmarks tingslag dömdes Martha Larsdotter till omedelbar häktning och transporterades till Umeå där hon satt fängslad i väntan på dom. Anna Stina Olofsdotter ansågs vara mindre bunden till gärningen och hade små barn, vilket gjorde att hon fick vara i det egna hemmet i väntan på dom.
Hovrätten beslutade därefter att de båda kvinnorna skulle skickas till "Norra correctionsinrättningen". Tanken var att de där skulle komma till insikt och erkänna mordet.
I september 1827, fem månader efter ankomsten till fängelset, födde Anna Stina en dotter. I oktober samma år avled Anna Stina i fängelset. Efter Anna Stinas död erkände Martha att de båda kvinnorna gett Petrus supar att dricka och att dessa varit utblandade med svavelsyra. De experter som tillfrågades i samband med rättsprocessen menade dock att svavelsyran i suparna inte kunde ha räckt för att döda Petrus.
Martha tillbringade trots detta sju år i ensamcell, därefter flyttades hon på grund av sjukdom och ålderdom till sjukinrättning. Då begärde hon också att en slutgiltig dom skulle avkunnas, vilket också skedde. Martha dömdes till döden genom halshuggning, men domen ändrades till livstids fängelse med hänvisning till att det inte fanns bevis för att arsenik funnits i Marthas ägo.
1834, efter nio år i fångenskap, dog Martha som 71-åring i fängelset.